# Neoperla moesta
Neoperla moesta är en bäcksländeart som beskrevs av Banks 1939. Neoperla moesta ingår i släktet Neoperla och familjen jättebäcksländor. Inga underarter finns listade i Catalogue of Life.